# Ric Charlesworth
Richard "Ric" Ian Charlesworth, född den 6 februari 1952 i Subiaco i Western Australia, är en australisk tränare, läkare och författare, samt före detta landhockeyspelare, cricketspelare och politiker.
Han representerade Western Australia i 17 nationella mästerskap mellan 1972 och 1989. Charlesworth debuterade i landslaget 1972 och spelade 227 landskamper för Australien innan han avslutade sin internationella karriär 1988. Han tog OS-silver i herrarnas landhockeyturnering i samband med de olympiska landhockeytävlingarna 1976 i Montréal.
Charlesworth spelade även cricket för Western Australia mellan 1972 och 1980 och vann tre Sheffield Shields, säsongerna 1972/73, 1976-77 och 1977/78. Vid sidan av idrotten arbetade han som läkare fram till att han 1983 blev vald att representera Perth som parlamentsledamot för Australian Labor Party. Charlesworth lämnade posten som parlamentsledamot 1993.
Efter att spelarkarriären tagit slut blev han tränare för Australiens damlandslag i landhockey 1993 och ledde laget till två raka OS-guld 1996 och 2000. 2005 blev han manager för New Zealand Crickets högprestationsprogram. Efter olympiska sommarspelen 2008 blev Charlesworth tränare för Australiens herrlandslag i landhockey och vann med dem fyra Champions Trophy-guld och ett OS-brons 2012 innan han slutade 2014.